# Franz von Lenbach

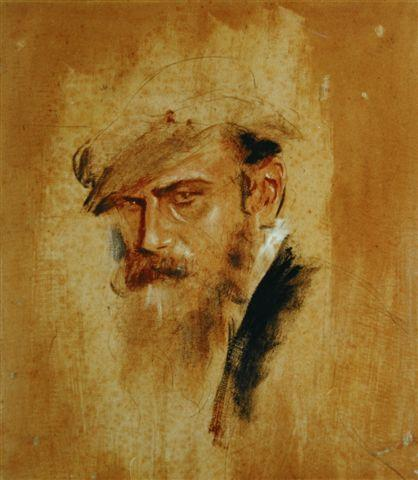
Franz von Lenbach, zelfportret

Franz von Lenbach (Schrobenhausen, 13 december 1836 - München, 6 mei 1904) was een Duits kunstschilder uit de realistische school, vooral bekend geworden als portretschilder.

## Leven en werk
Von Lenbach was de zoon van een metselaar. In 1853 begon hij een studie aan de polytechnische school te Augsburg, maar na zijn kennismaking daar met de kunstschilder Johann Baptist Hofner stapte hij in 1854 over naar de Academie voor Beeldend Kunsten te München. In zijn begintijd schilderde hij voornamelijk genrestukken.
In 1856 trad Von Lenbach in de leer bij Carl Theodor von Piloty, met wie hij in 1858 een studiereis maakte naar Italië. In deze periode schakelde hij over op een clasisistische stijl, begon met succes te exposeren en kreeg geleidelijk bekendheid. In opdracht van de vermogende graaf Schack maakte hij ook diverse kopieën van bekende meesters. Ook in de jaren daarna maakte Von Lenbach nog regelmatig kopieën voor Schack, onder meer tijdens reizen naar Italië (1863-1864) en Spanje (1866), bijvoorbeeld van Velázquez.
Na zijn terugkeer naar Duitsland, in 1867, opende Von Lenbach een studio in München en legde zich vooral toe op het portretschilderen. Daarbij schakelde hij over naar een meer realistische stijl, waarbij hij nadrukkelijk de individualiteit van zijn modellen probeerde vast te leggen. Von Lenbach legde tal van hoogwaardigheidsbekleders en beroemdheden op het doek vast, maakte onder andere bekende portretten van Otto von Bismarck en Richard Wagner, en groeide uit tot een van de bekendste portretschilders van zijn tijd. Hij exposeerde veelvuldig in München en Wenen, alsook op grote internationale tentoonstellingen, en won gouden medailles tijdens wereldtentoonstellingen in Parijs in 1873 en 1900.
Von Lenbach overleed in 1904, nadat hij een jaar eerder een beroerte had gehad. Veel van zijn werk bevindt zich momenteel in de naar hem vernoemde Städtische Galerie im Lenbachhaus, in zijn voormalige villa te München.

## Galerij

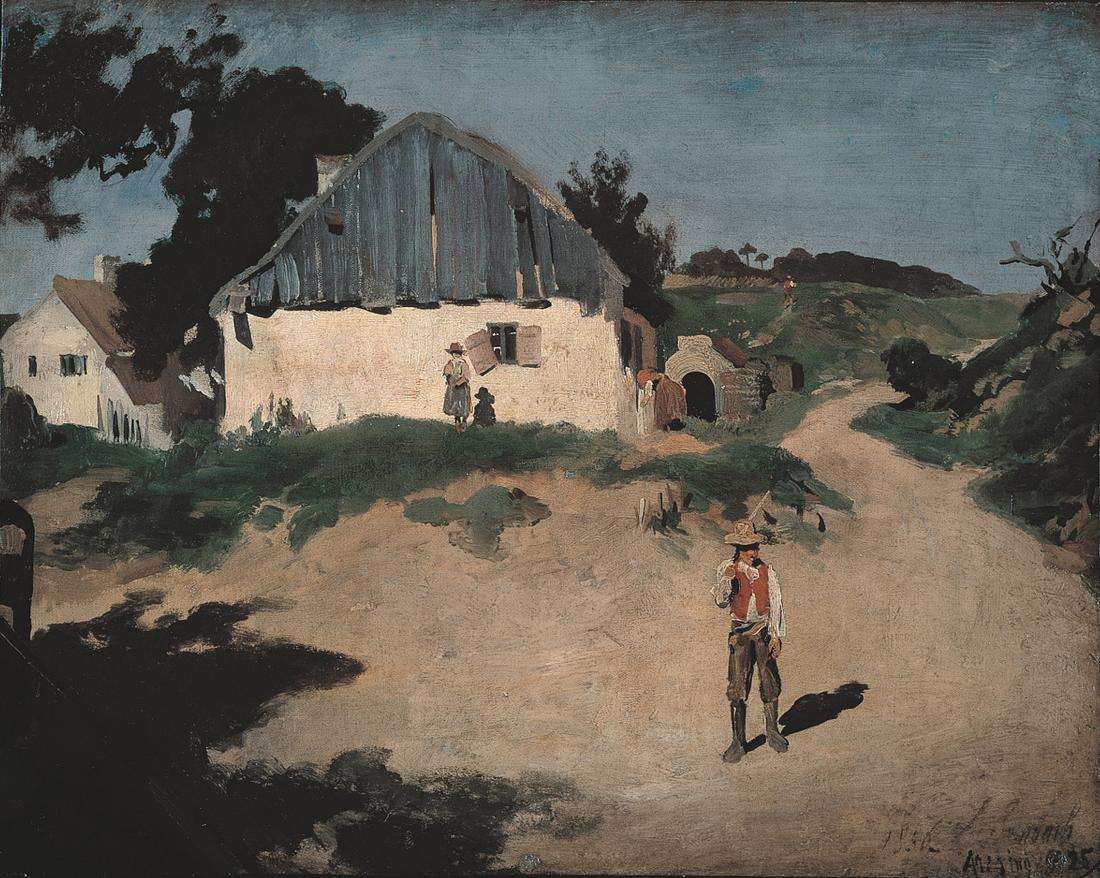
Dorfstraße von Aresing, 1856, Neue Pinakothek, Mũnchen
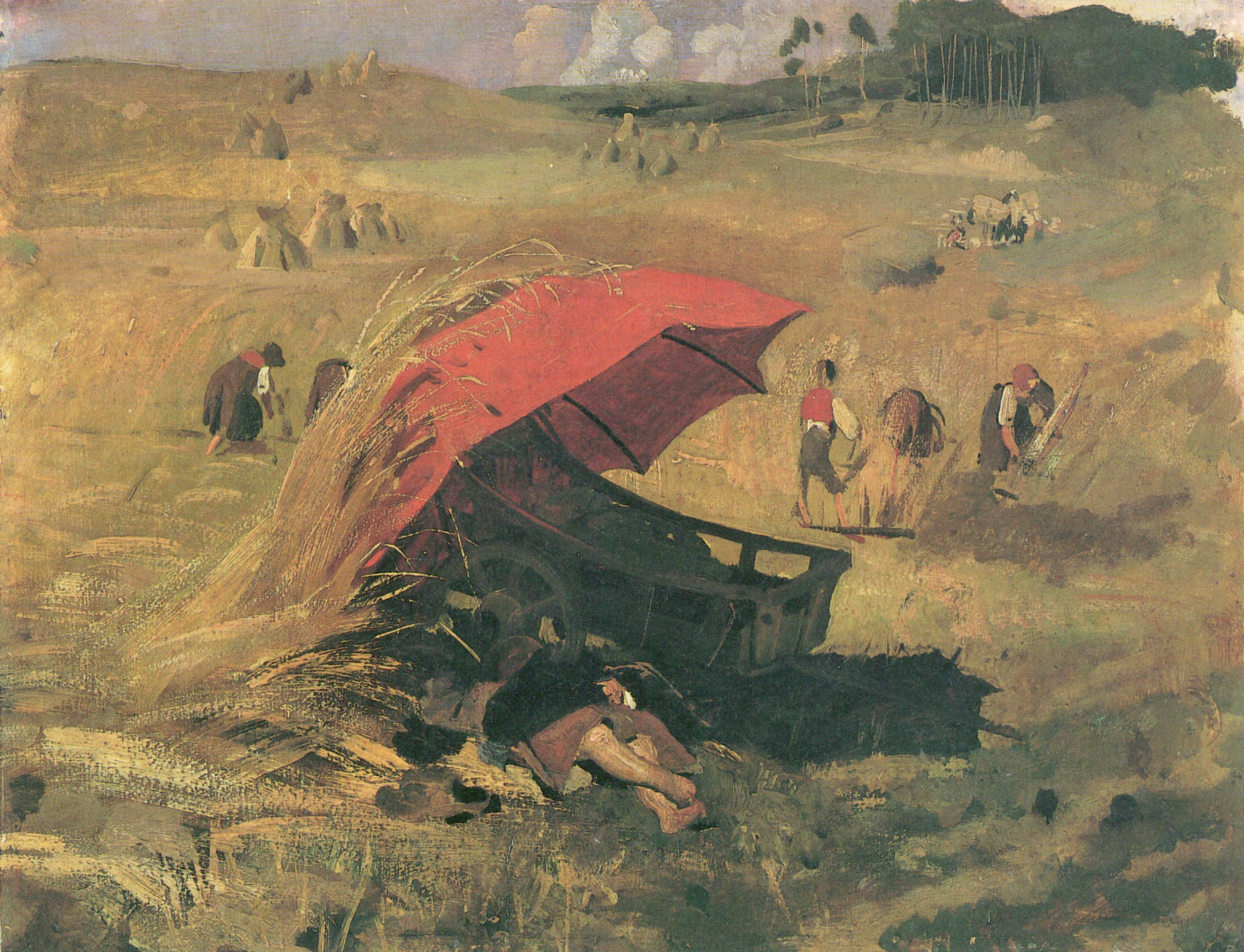
Roter Schirm, 1859, Hamburger Kunsthalle
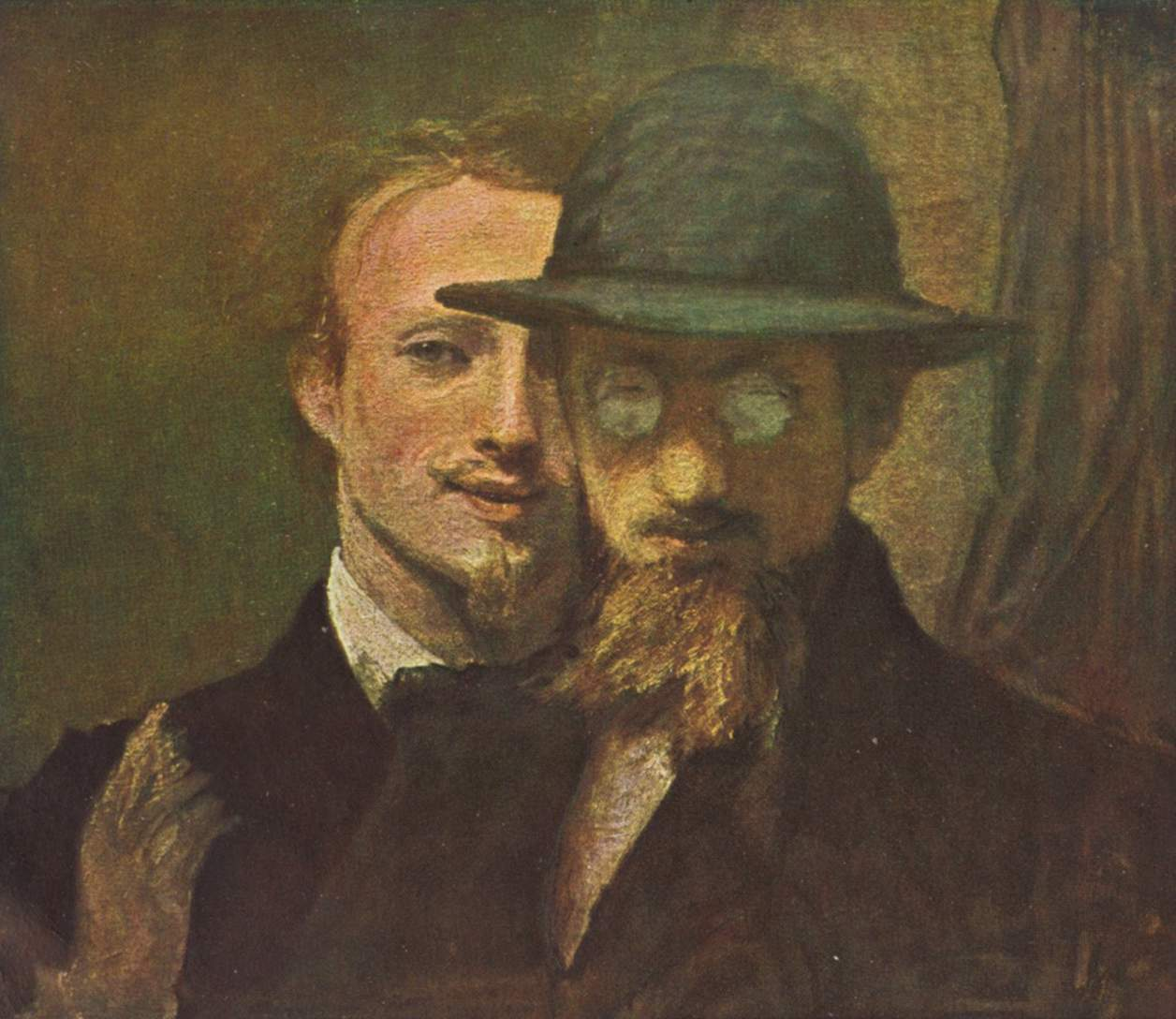
Zelfportret met Hans von Mareés, 1863, Neue Pinakothek, München
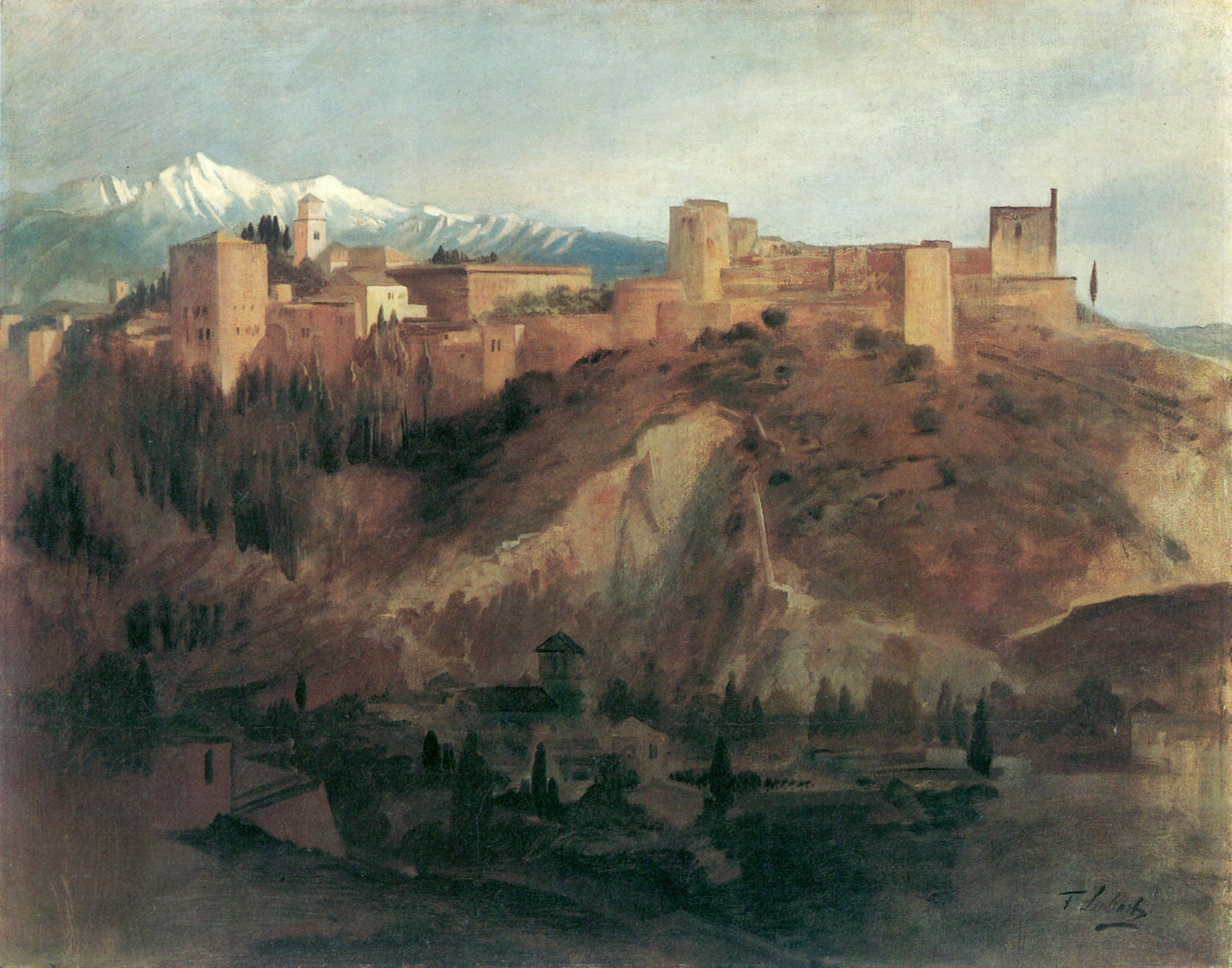
Alhambra, 1867, na Spanje-reis
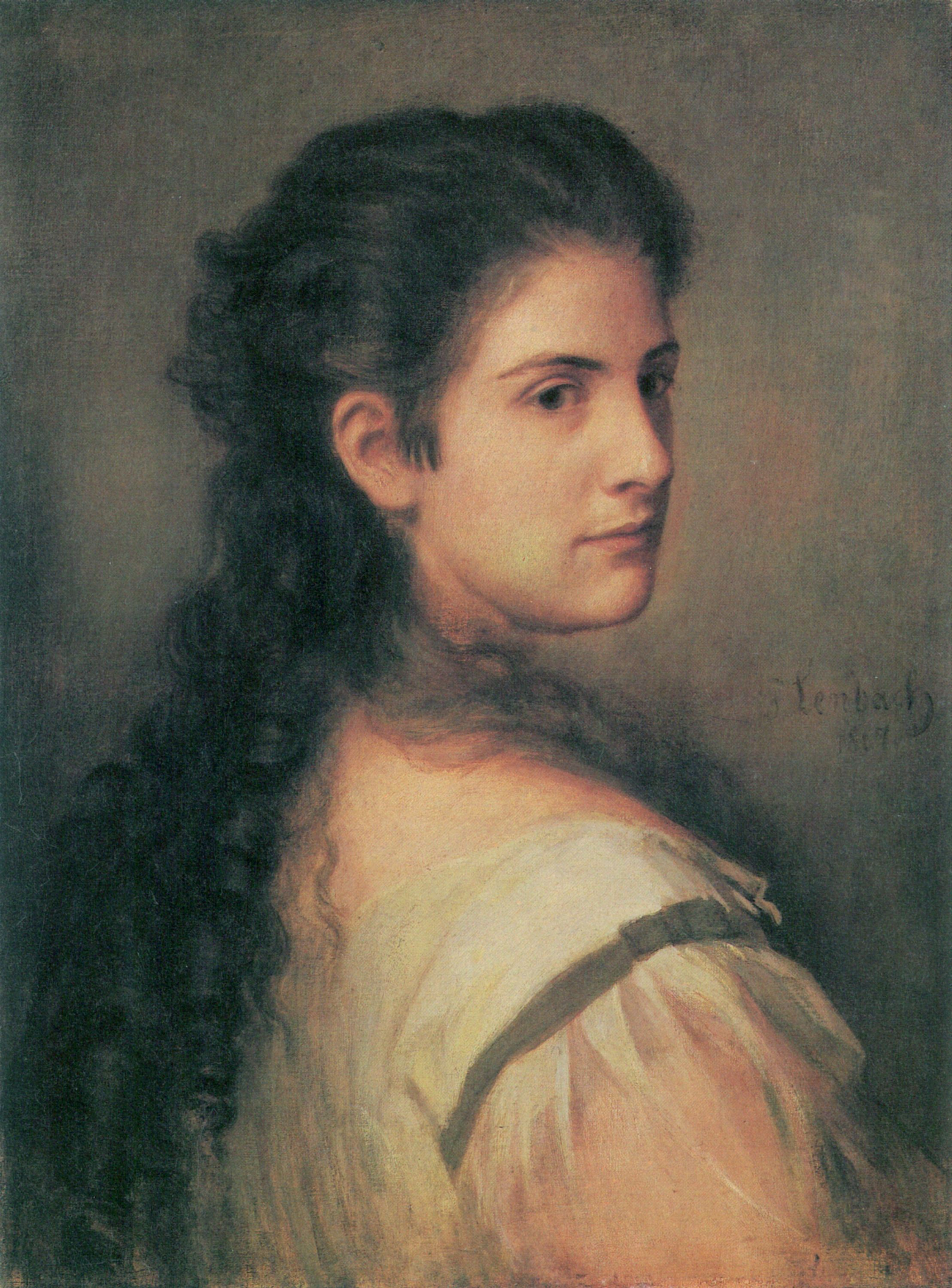
Anna Schubart, vrouw van Paul Heyse, 1867
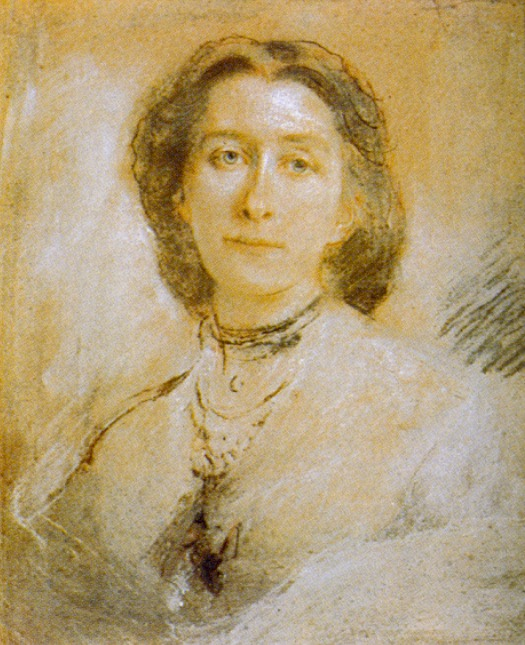
Cosima Wagner, 1870
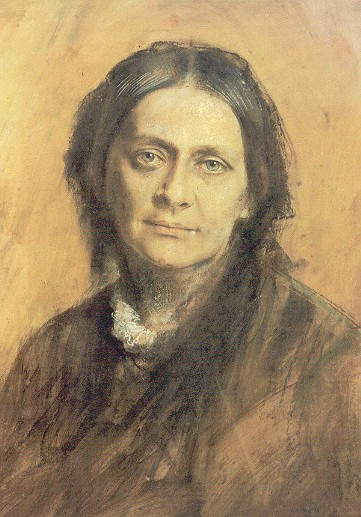
Clara Schumann, 1878
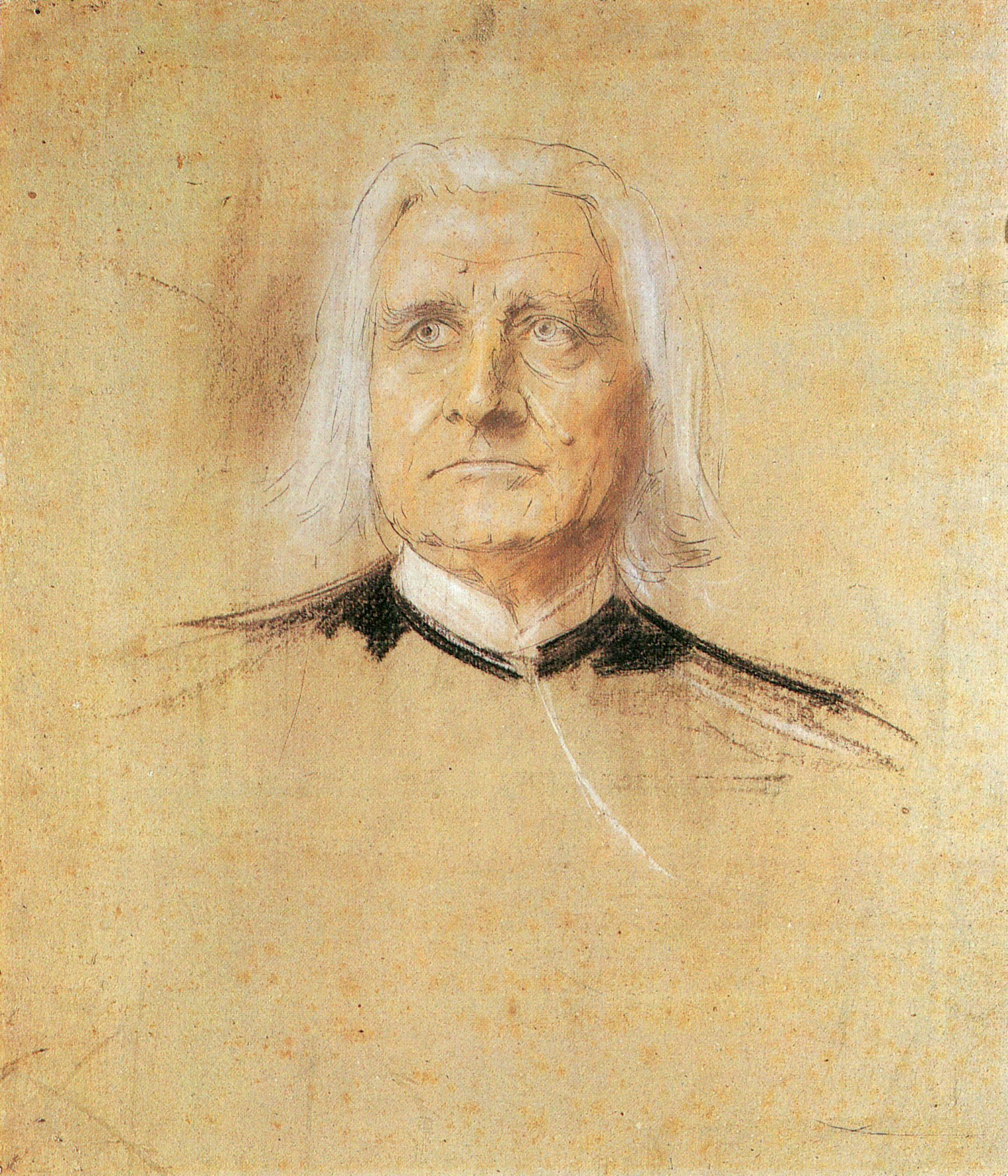
Portret vanFranz Liszt, 1880, Städtische Galerie im Lenbachhaus, München
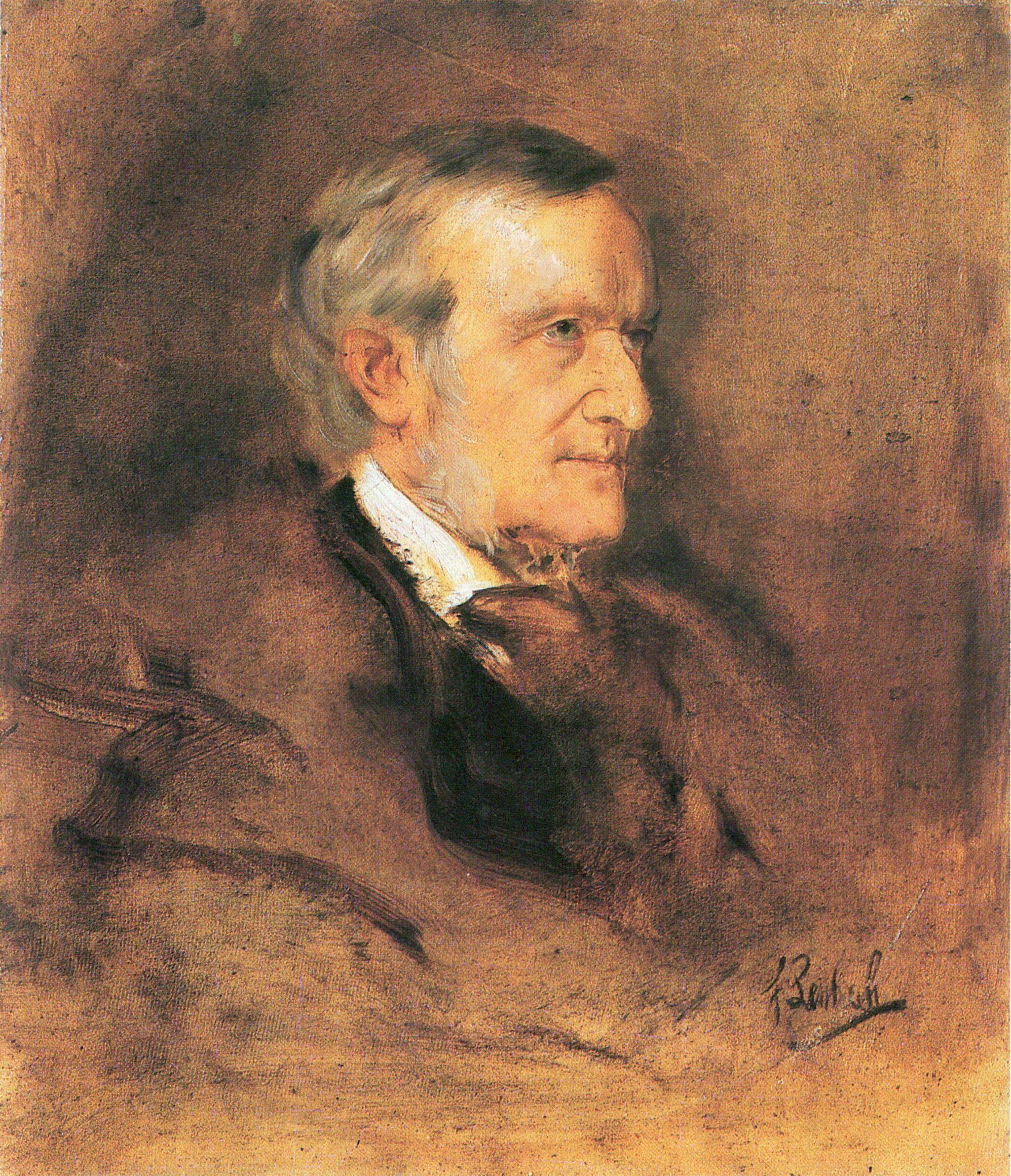
Portret van Richard Wagner, 1882, Städtische Galerie im Lenbachhaus, München
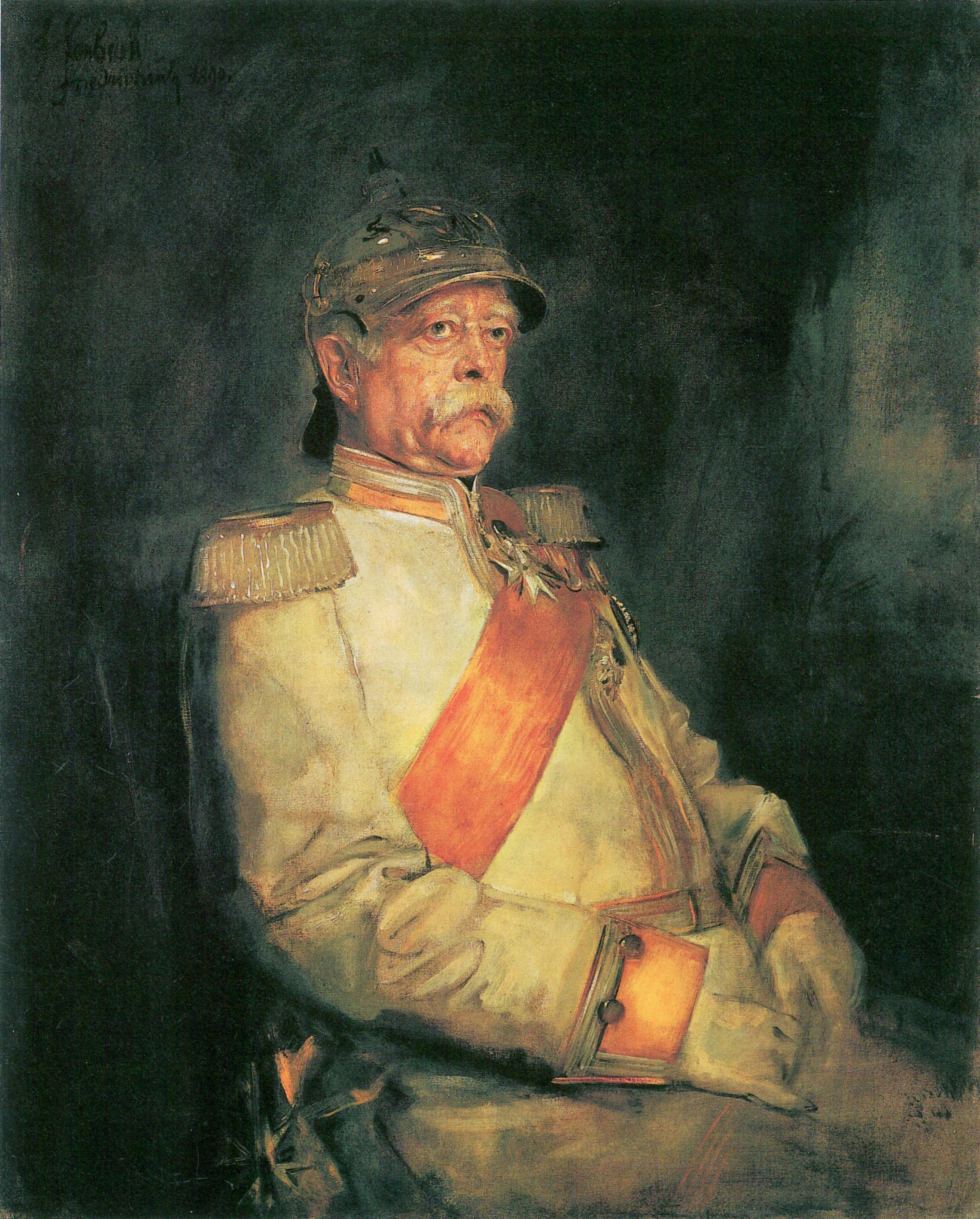
Portret van Otto von Bismarck, 1890, Stãdtische Galerie im Lenbachhaus, München
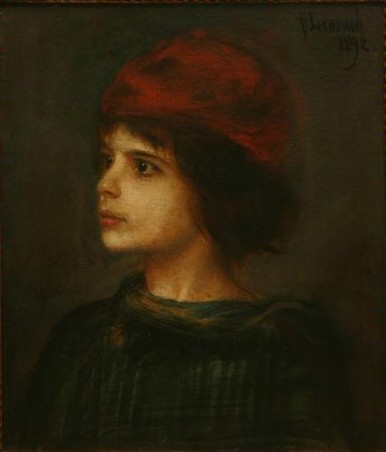
Portret van Katia Pringsheim als kind, later bekend als Katia Mann, 1892
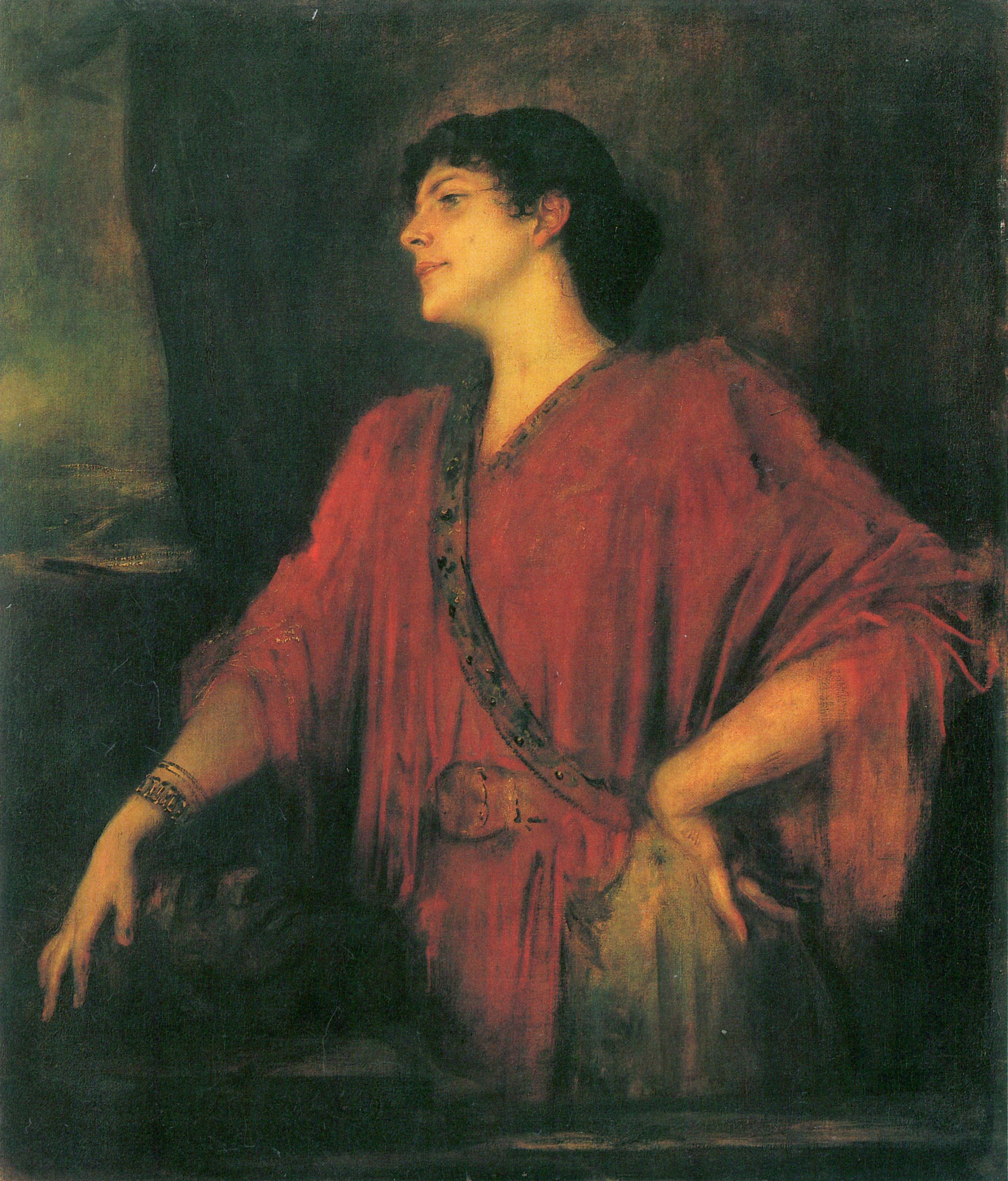
Mary Lindpaintner als Salomé, 1894, Neue Pinakothek, München
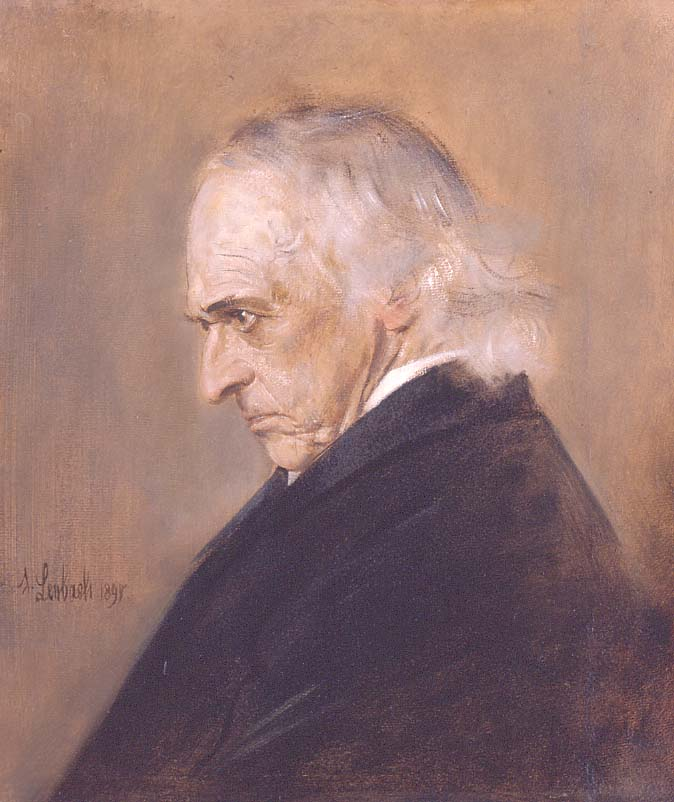
Portret van Theodor Mommsen, 1897
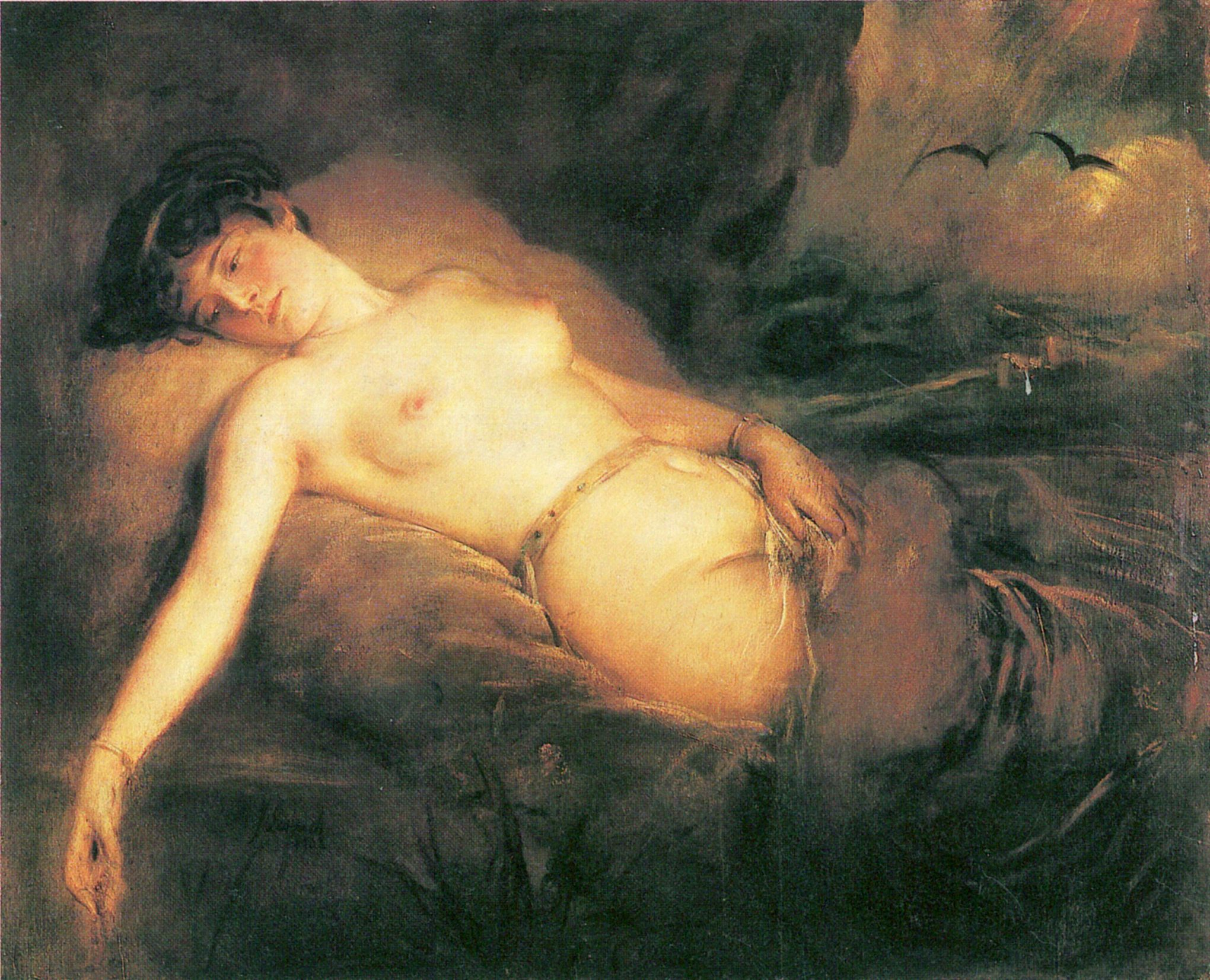
Liegender weiblicher Nackt, 1902, Stãdtische Galerie im Lenbachhaus, München
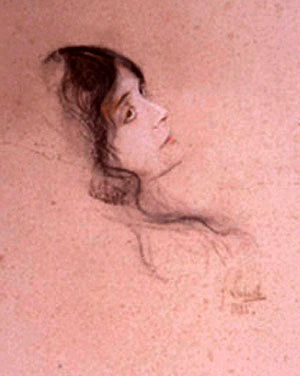
Portret van Eleonora Duse, ongedateerd
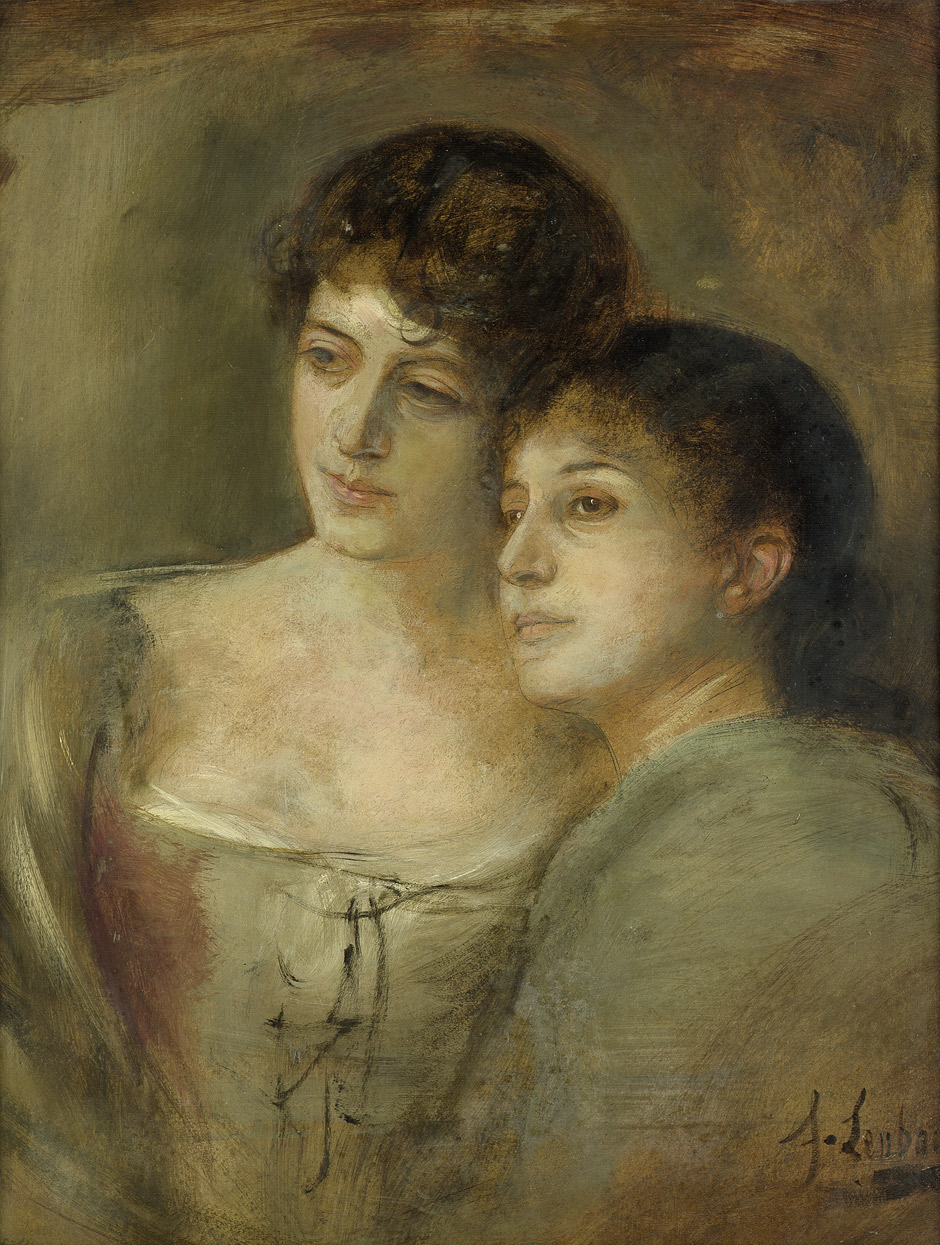
Portret van twee jonge vrouwen, ongedateerd